# Ouham
Der Ouham (oft auch Bahr Sara oder Bahr Sarh) ist ein Fluss in Zentralafrika und der linke Quellfluss des Schari.

## Verlauf
Der Fluss hat seine Quelle in der Zentralafrikanischen Republik, auf der Grenze zwischen der Präfektur Nana-Mambéré und der Präfektur Ouham-Pendé und durchquert den Tschad, bis er 25 km nördlich von Sarh in den Schari mündet.

## Hydrometrie
Die Durchflussmenge des Flusses wird seit 33 Jahren (1951–84) in Moïssala beobachtet, einer Stadt im Tschad, etwa 150 km oberhalb der Mündung in den Schari. Die in Moïssala beobachtete mittlere jährliche Durchflussmenge betrug in diesem Zeitraum 480 m³/s gespeist durch eine Fläche von ca. 67.600 km², annähernd 75 % des gesamten Einzugsgebietes des Flusses.
- Diagrammdaten:
- Definition |
- Rohdaten |
- Hilfe